# Gare de l'aéroport de Shin-Chitose
La gare de l'aéroport de Shin-Chitose (新千歳空港駅, Shin-Chitose kūkō-eki) est une gare ferroviaire terminus située dans la ville de Chitose, à Hokkaidō au Japon. Elle dessert l'aéroport de Shin-Chitose. La gare est exploitée par la compagnie JR Hokkaido.

## Situation ferroviaire
La gare marque la fin de la branche de ligne Chitose partant de Minami-Chitose.

## Historique
La gare est inaugurée le 1er juillet 1992.

## Service des voyageurs

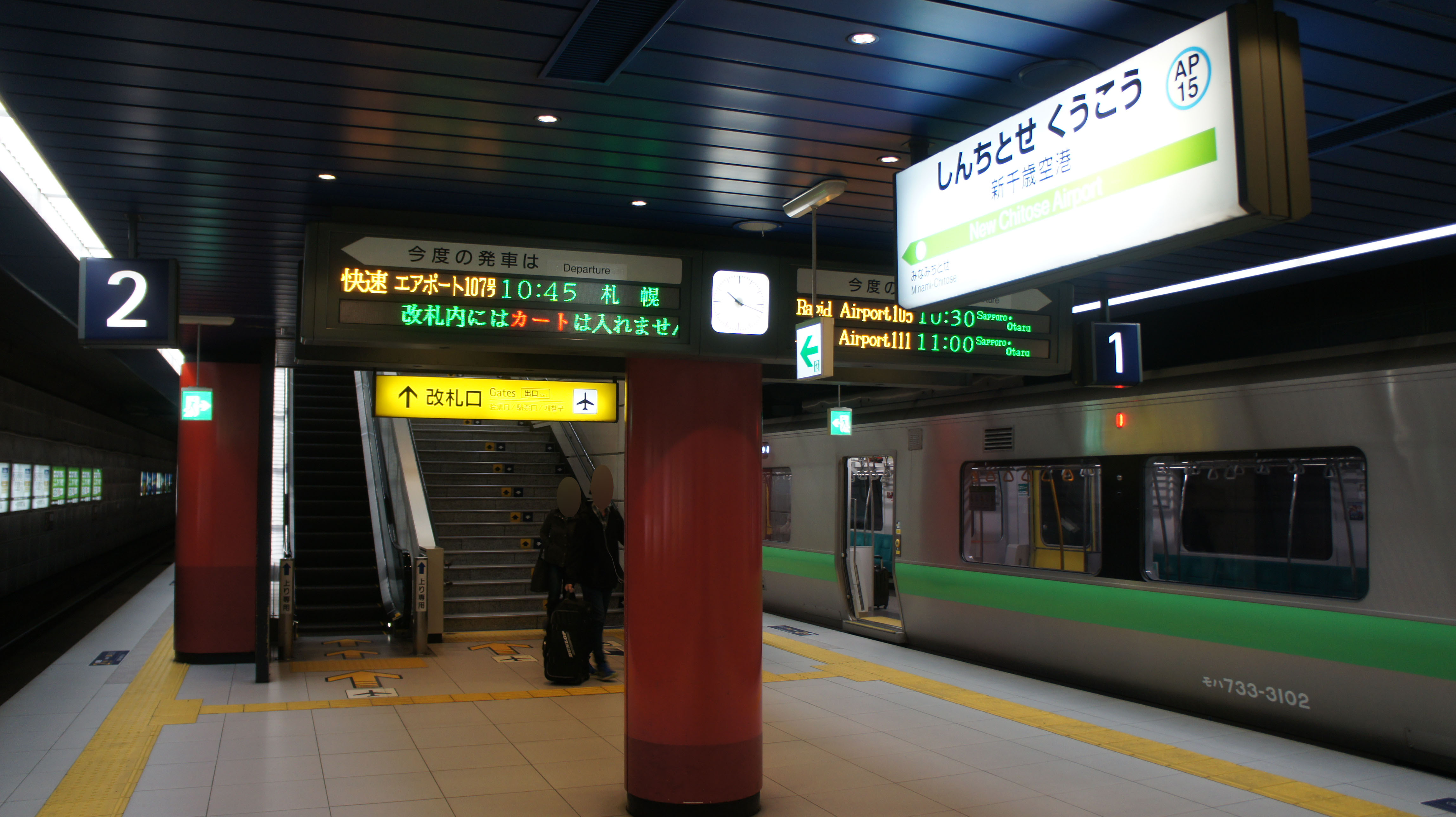
Vue du quai.

### Accueil
La gare située en souterrain dispose de guichets et des automates pour l'achat de titres de transport. Elle est ouverte tous les jours.

### Desserte
- Ligne Chitose :
  - voies 1 et 2 : direction Chitose et Sapporo